# Северная Трува
Северная Трува (каз. Солтүстік Трува) — нефтегазовое месторождение в Казахстане. Расположено в 30 км от Жанажольского месторождения. Открыто в 2006 году.
Начальные запасы нефти оцениваются в 100 млн тонн. Нефтегазоносность связана с отложениями карбона.
Оператором месторождения является CNPC-Актюбемунайгаз.